# كاناريو
دارسي سيلفيرا دوس سانتوس (مواليد 24 مايو 1934) المعروف باسم كاناريو، هو لاعب كرة قدم برازيلي مُعتزل لعب كمهاجم.
خلال تسعة مواسم، لعب إجمالي 175 مباراة في الدوري الإسباني وسجل 45 هدفًا، أبرزها مع ريال مدريد وسرقسطة. فاز بثمانية ألقاب رئيسية مع الناديين مجتمعين.

## مسيرته الكروية
ولد كاناريو في ريو دي جانيرو، ولعب مع نادي أولاريا أتلتيكو ونادي أمريكا في بلاده. في عام 1959، انتقل إلى إسبانيا حيث بقي حتى اعتزاله، بدءًا من ريال مدريد واستخدم بشكل أساسي كلاعب احتياطي خلال فترة ثلاث سنوات. شارك في خمس مباريات وسجل هدفاً واحداً للنادي في كأس أوروبا، ثلاث منها كانت في نسخة 1959–60 التي انتهت بالفوز فريقه.
بعد قضاء موسم 1962–63 مع إشبيلية، انتقل نادي كاناريو إلى ريال سرقسطة، وأصبح جزءًا من خط الهجوم الذي أطلق عليه اسم Los Magníficos (المهيب) وشمل أيضًا كارلوس لابيترا ومارسيلينو وإليوتيريو سانتوس وخوان مانويل فيلا – هو كان بمثابة الجناح الأيمن في تشكيل الفريق. وصل إلى نهائيات كأس ملك إسبانيا أربع مرات مع فريق أرغون خلال فترة لعبه، وفاز بالبطولة مرتين.
اعتزل كاناريو في نهاية موسم 1968–69 عن عمر يناهز 33 عامًا، بعد مساعدة ريال مايوركا من أجل الصعود إلى الدوري الإسباني الدرجة الثانية. استقر بعد ذلك في سرقسطة.

## مسيرته الدولية
خاض كاناريو سبع مباريات دولية مع البرازيل، جميعها في عام 1956. لكنه لم يشارك في أي بطولة دولية كبرى.

## الإنجازات

### النادي
ريال مدريد
- الدوري الإسباني: 1960–61، 1961–62
- كأس القائد العام: 1961–62
- كأس أوروبا: 1959–60
- كأس الإنتركونتيننتال: 1960

سرقسطة
- كأس القائد العام: 1963–64،[8] 1965–66[9]
- كأس المعارض الأوروبية: 1963–64[10]

### المنتخب
البرازيل
- كأس الأطلسي: 1956
- كأس أوزوالدو كروز: 1956

## وصلات خارجية
- كاناريو على موقع الاتحاد الأوربي (الإنجليزية)
- كاناريو على موقع قاعدة بيانات كرة القدم.إي يو (الإنجليزية)
- كاناريو على موقع ناشيونال فوتبول تيمز (الإنجليزية)
- كاناريو على موقع عالم كرة القدم.نت (الإنجليزية)